# Eurovision Song Contest 2020
Der 65. Eurovision Song Contest hätte vom 12. bis 16. Mai 2020 in der Ahoy-Arena in der niederländischen Stadt Rotterdam stattfinden sollen. Die EBU sagte den Wettbewerb am 18. März 2020 wegen der COVID-19-Pandemie ab. Als Ersatzsendung für die Ausgabe 2020 und um die 41 bereits ausgewählten Beiträge zu honorieren, fand am 16. Mai 2020 die Sendung Eurovision: Europe Shine a Light in Hilversum statt. Ebenfalls hatten sich einige Länder dazu entschieden, eigene Abstimmungen und Sendungen im jeweiligen Land zu veranstalten. Während der Ersatzsendung aus Hilversum wurde angekündigt, dass der Eurovision Song Contest 2021 ebenfalls in Rotterdam stattfinden sollte.
Duncan Laurence hatte 2019 in Tel Aviv gewonnen. Nach 1958, 1970, 1976 und 1980 hätten die Niederlande somit zum fünften Mal Gastgeber des Wettbewerbs sein sollen.

## Austragungsort
Die öffentlich-rechtlichen Rundfunkgesellschaften NPO, AVROTROS und die NOS waren mit der Austragung und somit der Suche nach einem Veranstaltungsort beauftragt.
Am 29. Mai 2019 eröffneten die drei Rundfunkgesellschaften den offiziellen Bewerbungsprozess für mögliche Austragungsorte, der in drei Phasen unterteilt war:
- In der ersten Junihälfte erhielten alle interessierten Städte und Regionen ein Dokument der drei Rundfunksender mit den Austragungskriterien.
- Die Interessenten hatten dann vier Wochen Zeit, um ihre Bewerbungen einzureichen. Am 10. Juli 2019 war der offizielle Einsendeschluss für die Bewerber.
- Mitte Juli hatten die Organisatoren alle Städte besucht und die Bewerbungen ausgewertet. Danach wurde dann der Austragungsort zusammen mit der EBU beschlossen. Eine offizielle Verkündung des Austragungsortes erfolgte am 30. August 2019.[6][7]

Entgegen ursprünglicher Ankündigungen reichte die Stadt Zwolle aufgrund von Mängeln am vorgeschlagenen Austragungsort keine Bewerbung ein. In Groningen scheiterte eine Bewerbung an finanziellen Engpässen in der Gemeinde. Die Stadt Tilburg fand keinen passenden Austragungsort. Eine von einem privaten Investor initiierte Bewerbung von Enschede kam ebenfalls nicht zustande.
Neun Städte hatten sich zuerst offiziell beworben. Die Stadt Leeuwarden zog ihre Bewerbung zurück, da WTC Expo nicht die Mindesthöhe erreicht, die im Anforderungskatalog der niederländischen Fernsehanstalten verlangt wird. Die Stadt Den Haag zog ihre Bewerbung zurück, da sie keinen geeigneten Austragungsort besitzt, der die Anforderungen der EBU erfüllen kann. Die Stadt unterstützt fortan die Bewerbung der nahegelegenen Stadt Rotterdam. Auch die Stadt Breda zog ihre Bewerbung zurück, da der finanzielle Aufwand für die Stadt zu hoch wäre. Fortan unterstützt die Stadt die Bewerbung von ’s-Hertogenbosch. Am 4. Juli 2019 erklärte auch Amsterdam, dass die Stadt sich nicht weiter um eine Austragung bewerben wird. Als Grund wurde angegeben, dass alle drei vorgeschlagenen Veranstaltungsorte in der Stadt bereits im Mai 2020 ausgebucht sind. Es gab ebenfalls den Vorschlag für ein großes Zelt, dieser wurde allerdings wieder verworfen, da eine solche Konstruktion als zu komplex angesehen wurde. Am 16. Juli 2019 präsentierte NPO die verbliebenen Bewerber um die Ausrichtung. So besitzen Maastricht und Rotterdam genug Hotelzimmer und die nötigen finanziellen Mittel für eine Ausrichtung. Am folgenden Tag besuchte NPO die Stadt Maastricht, um sich ein genaueres Bild von der dortigen Infrastruktur und dem beabsichtigten Austragungsort zu machen. Am 18. Juli 2019 erfolgte dann ein Besuch in Rotterdam. Ende Juli 2019 wurden beide Städte ein zweites Mal besucht, um die vorhandene Produktionslogistik zu beurteilen. Im Anschluss an die Besuche mussten die Städte eine überarbeitete Version ihrer Bewerbungsunterlagen einreichen, um Einzelheiten über den Austragungsort, Lizenzen und das Rahmenprogramm der Städte hinzuzufügen.
Am 30. August 2019 wurde um 11:58 Uhr im Rahmen einer Sondersendung von NPO 1 das Ahoy in Rotterdam als Austragungsort präsentiert. Darüber hinaus wurde das Datum der drei Shows festgelegt.
| Stadt                      | Austragungsort                           | Maximale Kapazität (bei Konzerten) | Bemerkungen |
| Offizielle Bewerbungen     | Offizielle Bewerbungen                   | Offizielle Bewerbungen             | Offizielle Bewerbungen |
| -------------------------- | ---------------------------------------- | ---------------------------------- | --- |
| Maastricht                 | Maastrichts Expositie en Congres Centrum | 12.800                             | Bewerbung wird unterstützt durch die Provinz Limburg. |
| Rotterdam                  | Ahoy Rotterdam                           | 12.000 (Ahoy Arena)                | Bewerbung wird unterstützt durch die Provinz Zuid-Holland. Austragungsort des Junior Eurovision Song Contest 2007. |
| Ausgeschiedene Bewerbungen |                                          |                                    | |
| Arnhem                     | GelreDome                                | 41.000                             | Gemeinsame Bewerbung der Stadt Arnhem und der Region Veluwe. |
| Utrecht                    | Zeltkonstruktion                         | 10.000                             | Geplant war zuerst, dass der Wettbewerb in den Messehallen Jaarbeurs stattfindet. Zuletzt gab die Stadt allerdings bekannt, dass eine Zeltkonstruktion auf dem Parkplatz vor Jaarbeurs geplant war.                                                                          |
| ’s-Hertogenbosch           | Brabanthallen                            | 11.000                             | |
| Zurückgezogene Bewerbungen |                                          |                                    | |
| Amsterdam                  | Amsterdam RAI                            | 13.000                             | Austragungsort des Eurovision Song Contest 1970. Bewerbung am 4. Juli 2019 zurückgezogen. |
| Amsterdam                  | Johan-Cruyff-Arena                       | 54.990                             | Bewerbung am 4. Juli 2019 zurückgezogen. |
| Amsterdam                  | Ziggo Dome                               | 17.000                             | Bewerbung am 4. Juli 2019 zurückgezogen. |
| Breda                      | Breepark                                 | 13.000                             | Bewerbung am 1. Juli 2019 zurückgezogen. |
| Den Haag                   | Cars Jeans Stadion/Malieveld             | 15.000                             | Bewerbung wurde unterstützt durch die Provinz Zuid-Holland. Das Cars Jeans Stadion hätte bei einem Zuschlag mit einem temporären Dach versehen werden. Auf dem Gelände des Malievelds war eine temporäre Zeltkonstruktion geplant. Bewerbung am 27. Juni 2019 zurückgezogen. |
| Leeuwarden                 | WTC Expo                                 | <6.000                             | Bewerbung wurde durch die Provinz Friesland unterstützt. Veranstaltungsort des Domino Day. Bewerbung am 18. Juni 2019 zurückgezogen. |

## Format

### Motto und Logo
Am 24. Oktober 2019 stellte NPO das Motto des Eurovision Song Contest vor. Er sollte unter dem Motto Open Up (deutsch Öffne dich) stehen. Der Produzent des Wettbewerbs, Sietse Bakker, betonte die Individualität des Slogans, indem er darauf verwies, dass jeder selbst entscheiden könne, wofür er sich öffnet. Man habe außerdem einen Slogan ausgewählt, mit dem sich die Niederländer identifizieren können und der Werte wie Respekt und Meinungsfreiheit betone.
Das Logo wurde am 28. November 2019 veröffentlicht. Es stellte die Flaggen der 41 Nationen dar, die am diesjährigen Eurovision Song Contest teilnehmen wollten, in einer Reihenfolge, die nach Debütjahr und Farbigkeit sortiert war.

#### Bühnendesign
Am 2. Dezember 2019 veröffentlichte die EBU das Bühnendesign. Florian Wieder war der verantwortliche Designer der Bühne. In der Vergangenheit entwarf er bereits sechs Mal das Bühnendesign für den Eurovision Song Contest. Das Design sollte „die Verbindung zwischen dem Himmel, dem Meer und dem Land“ herstellen. Nachdem sich der Greenroom 2019 in einer separaten Halle befunden hatte, sollte der Greenroom wieder in den Zuschauerraum zurückkehren.

### Moderation
Am 25. Oktober 2019 sprach sich der Executive Producer 2020 Sietse Bakker gegenüber RTL Boulevard dafür aus, dass drei Moderatoren den Song Contest 2020 moderieren sollen. Am 4. Dezember wurden die drei Moderatoren vorgestellt, die den Contest moderieren sollten. Die Moderation sollte von Edsilia Rombley, Chantal Janzen und Jan Smit übernommen werden. Es wäre damit das erste Mal seit 2017 gewesen, dass drei Moderatoren zum Einsatz kommen sollten. In den vergangenen Jahren griffen die Ausrichter häufig auf vier Moderatoren zurück. Ebenfalls wäre es das erste Mal seit 2012 gewesen, dass zwei Moderatorinnen und ein Moderator zum Einsatz kommen sollten. Mit Edsilia Rombley wäre eine ehemalige Song-Contest-Teilnehmerin als Moderatorin zum Einsatz gekommen. Sie repräsentierte die Niederlande beim Eurovision Song Contest 1998 und beim Eurovision Song Contest 2007.

### Eröffnungsact/Pausenfüller
Während der drei Live-Shows sollten Einspieler von Edsilia Rombley gezeigt werden, wie sie mit den ehemaligen Gewinnern Ruslana (2004), Anne-Marie David (1973), Izhar Cohen (1978) und Niam Kavanagh (1993) im Taxi durch Rotterdam fährt und mit ihnen über ihre Erfahrungen beim Eurovision Song Contest spricht.
Für das Finale war als Pausenfüller ein Medley von Gigliola Cinquetti: Non ho l'età, Lenny Kuhr: De Troubadour, Getty Kaspers: Ding-A-Dong, Sandra Kim: J'aime La Vie, Paul Harrington & Charlie McGettigan: Rock 'n' Roll Kids, Alexander Rybak: Fairytale, Duncan Laurence: Arcade geplant gewesen. Darüber hinaus sollten Glennis Grace und Afrojack beim Grand Final auftreten.
Das 2. Halbfinale sollte durch eine Performance des Breakers Redo eröffnet werden.

## Teilnehmer

### Länder

Länder, die 2020 teilgenommen hätten
Länder, die in der Vergangenheit teilgenommen haben, jedoch nicht 2020

Bis zum 16. September 2019 hatten die Länder, die teilnehmen wollten, Zeit, die benötigten Papiere bei der EBU einzureichen. Bis zum 10. Oktober 2019 hätte dann die jeweilige Fernsehanstalt, die das Teilnehmerland repräsentiert, noch Zeit gehabt, ihre Teilnahme ohne Strafe zurückzuziehen.
Am 13. November 2019 gab die EBU bekannt, dass 41 Länder am Eurovision Song Contest 2020 teilnehmen wollten. Zuletzt nahmen im Vorjahr ebenfalls 41 Länder teil, womit die Anzahl an teilnehmenden Ländern gleich geblieben wäre. Allerdings wurden im Vorjahr zuerst 42 Länder angekündigt, ehe sich die Ukraine Ende Februar 2019 vom Wettbewerb zurückzog. Somit war es das erste Mal, dass die EBU 41 Länder ankündigte.
Bulgarien und die Ukraine wollten nach einjähriger Pause zum Wettbewerb zurückkehren. Während Bulgarien aus finanziellen Gründen 2019 auf eine Teilnahme verzichtete, zog sich die Ukraine nach Streitigkeiten mit der Siegerin des Widbir 2019 erst Ende Februar 2019 vom Wettbewerb zurück. 2020 wollten Montenegro und Ungarn nicht teilnehmen. Montenegro fehlte bei diesem Wettbewerb zuletzt 2011. Sie zogen sich aus finanziellen Gründen sowie aufgrund von Erfolglosigkeit vom Wettbewerb zurück. Das Land qualifizierte sich schließlich zuletzt 2015 für das Finale und schied seither stets in der Qualifikation aus.
Ungarn setzte zuletzt beim Eurovision Song Contest 2010 aus. Das ungarische Fernsehen gab ebenfalls finanzielle Gründe an. Kommentatoren im In- und Ausland sahen jedoch einen Zusammenhang mit der seit dem Amtsantritt von Viktor Orbán zunehmenden Homophobie.

### Wiederkehrende Interpreten
The Mamas und Vasil hätten 2020 zum zweiten Mal in Folge am Song Contest teilgenommen. Im Vorjahr waren The Mamas noch als Begleitsängerinnen für John Lundvik tätig, während Vasil für die Begleitung von Tamara Todevska zuständig war. Vincent Bueno hätte auch zum zweiten Mal teilgenommen, so war er bereits 2017 Begleitsänger von Nathan Trent. Natalia Gordienko und Senhit hätten ebenfalls 2020 zum zweiten Mal teilgenommen, vertraten ihr Land aber jeweils schon zuvor als Interpret. So trat Gordienko bereits 2006 mit Connect-R und Arsenium für die Republik Moldau an, während Senhit San Marino bereits 2011 vertrat. Auch Sanja Vučić wäre 2020 zum zweiten Mal angetreten, dieses Mal aber als Teil der Gruppe Hurricane. Vučić war 2016 bereits als Solistin für Serbien angetreten. Ksenija Knežević, ein weiteres Mitglied von Hurricane, wäre ebenfalls zum Song Contest zurückgekehrt. Zuvor war sie als Begleitsängerin für Montenegro und ihrem Vater Knez im Jahre 2015 tätigt. Ebenfalls hätte Destiny Chukunyere 2020 zum bereits zweiten Mal teilgenommen, so war sie 2019 noch Begleitsängerin von Michela Pace. Außerdem wäre sie die erste Junior Eurovision Song Contest Siegerin, seit den Tolmatschowa-Schwestern im Jahre 2014, die am Song Contest teilgenommen hätte. Chukunyere gewann schließlich den Wettbewerb 2015. Mit der griechischen Interpretin Stefania wäre eine weitere Interpretin beim Song Contest dabei gewesen, die zuvor am Junior Eurovision Song Contest teilnahm. 2016 belegte sie dort als Teil des Trios Kisses für die Niederlande Platz 8.
| Land           | Interpret                                     | Vorherige(s) Teilnahmejahr(e)                             |
| -------------- | --------------------------------------------- | --------------------------------------------------------- |
| Malta          | Destiny Chukunyere                            | Begleitung: 2019                                          |
| Moldau         | Natalia Gordienko                             | 2006 (zusammen mit Arsenium & Connect-R)                  |
| Nordmazedonien | Vasil                                         | Begleitung: 2019                                          |
| Österreich     | Vincent Bueno                                 | Begleitung: 2017                                          |
| San Marino     | Senhit                                        | 2011                                                      |
| Schweden       | The Mamas                                     | Begleitung: 2019                                          |
| Serbien        | Ksenija Knežević (als Mitglied von Hurricane) | Begleitung: 2015 für Montenegro                           |
| Serbien        | Sanja Vučić (als Mitglied von Hurricane)      | 2016 (als ZAA Sanja Vučić)                                |
| Serbien        | Mladen Lukić (Begleitung)                     | 2018 (zusammen mit Sanja Ilić als Mitglied von Balkanika) |
| Serbien        | Mladen Lukić (Begleitung)                     | 2019                                                      |

## Nationale Vorentscheidungen

### Belgien
Turnusgemäß ist die flämische Rundfunkanstalt Vlaamse Radio- en Televisieomroeporganisatie (VRT) für den Beitrag 2020 zuständig. Auch 2020 greift der Sender auf eine interne Auswahl zurück. Dies kündigte der Sender nach dem Ausscheiden Belgiens im ersten Halbfinale des Eurovision Song Contest 2019 an.
Am 2. Oktober 2019 stellte VRT die Gruppe Hooverphonic als belgischen Vertreter für 2020 vor. Belgien war damit das erste Land, welches seinen Interpreten für 2020 vorstellte. Ihr englischsprachiges Lied Release Me wurde am 17. Februar 2020 präsentiert. Die Musik stammt dabei vom Hooverphonic-Mitglied Alex Callier und dem italienischen Komponisten Luca Chiaravalli, der Text hingegen stammt von Alex Callier.

### Deutschland
Der Norddeutsche Rundfunk (NDR) plante, das Konzept des deutschen Vorentscheides 2018 und 2019 fortzuführen. Dazu suchte der Sender seit dem 26. April 2019 in Zusammenarbeit mit Simon, Kucher & Partners potenzielle Teilnehmer für das 100-köpfige Eurovision-Panel. Ihre Wertung zählt 33 % des Gesamtergebnisses. Im Anschluss an das schlechte Abschneiden im Finale kündigte ARD-Unterhaltungskoordinator Thomas Schreiber jedoch Veränderungen im Auswahlverfahren an. Trotzdem bestätigte digame am 17. September 2019, dass das Format von 2018 und 2019 auch 2020 fortgeführt wird. Bis zum 31. August 2019 konnten sich interessierte Musiker und Bands bewerben. Bis zum 1. Oktober 2019 konnten noch Lieder eingereicht werden.
Auf Nachfrage bestätigte der NDR, dass die Internetseite von digame für sich stehe. Am 10. Januar 2020 bestätigte der NDR, dass es erste Infos zum deutschen Auswahlprozess Ende Januar 2020 geben wird. Laut Programmplanung soll am 27. Februar 2020 um 21:30 Uhr (MEZ) eine zeitversetzte Live-Übertragung aus Hamburg unter dem Titel Eurovision Song Contest 2020 – Unser Lied für Rotterdam stattfinden. Die Sendung soll von Barbara Schöneberger moderiert und auf One ausgestrahlt werden. Am 1. Februar 2020 gab der NDR bekannt, dass erste Informationen zur deutschen Teilnahme am 10. Februar 2020 bekannt gegeben werden.
Am 10. Februar 2020 bestätigte der NDR, dass der deutsche Beitrag in diesem Jahr intern durch eine 100-köpfige Eurovision-Jury und eine 20-köpfige Expertenjury bestimmt werden soll. Sie wählten aus insgesamt rund 600 Künstlern aus, die auch im kommenden Jahr für einen erneuten Auswahlprozess berücksichtigt werden sollen. Die Verantwortlichen erhoffen sich durch dieses Auswahlverfahren mehr Zeit für die Inszenierung des Beitrages. Erste Ideen für eine choreografische Umsetzung des Beitrages lägen schon vor. Der gesamte Auswahlprozess wurde durch Thomas Schreiber, Christian Blenker, verantwortlicher ARD-Teamchef für den Eurovision Song Contest und der neuen Head of Delegation, Alexandra Wolfslast, betreut. Die letztendliche Präsentation des Beitrages erfolgte am 27. Februar 2020 im Rahmen der Sendung Eurovision Song Contest 2020 – Unser Lied für Rotterdam. Es stellte sich heraus, dass Ben Dolic Deutschland mit seinem Song Violent Thing vertritt. Dolic wurde als Zweitplatzierter der Sendung The Voice Of Germany im Jahre 2018 bekannt.

### Österreich
Der Österreichische Rundfunk (ORF) gab kurz nach dem Song Contest 2019 bekannt, dass er seinen Interpreten 2020 wieder intern auswählen wird.
Am 12. Dezember 2019 stellte der ORF den Sänger Vincent Bueno als Österreichs Vertreter für 2020 vor. Sein Lied Alive wurde am 5. März 2020 veröffentlicht. In der Vergangenheit nahm er bereits am Vorentscheid Wer singt für Österreich teil. 2017 war er Begleitgesang von Nathan Trent.

### Schweiz
Die Schweizerische Radio- und Fernsehgesellschaft (SRG SSR) wird am internen Auswahlprozess festhalten. Wie 2019 wird eine 21-köpfige internationale Jury sowie eine 100-köpfige Zuschauer-Jury einen Interpreten und dessen Beitrag auswählen. Die Möglichkeit einer Wildcard wird es nicht mehr geben. Das Zuschauer-Panel wird nach ausgewählten Kriterien in Zusammenarbeit mit Digame zusammengestellt.
Die Jury setzt sich aus den folgenden Mitgliedern zusammen:
- Zypern – Argyro Christodoulides
- Schweden – Maria Marcus
- Niederlande – Florent Luyckx
- Vereinigtes Königreich – Pete Watson
- Irland – Jennifer O’Brien
- Belarus – Leonid Shyrin
- Österreich – Sasha Saedi
- Belarus – Alexey Gross
- Ungarn – Adrienn Zsédenyi
- Dänemark – Anders Øhrstrøm
- Litauen – Deivydas Zvonkus
- Slowenien – Tinkara Kovač
- Polen – Grzegorz Urban
- Rumänien – Ovidiu Cernăuțeanu
- Island – Helga Möller
- Armenien – Gore Melian
- Litauen – Rafailas Karpis
- Spanien – Ruth Lorenzo
- Niederlande – Gordon Groothedde
- Island – Einar Bardarson
- Schweden – Henrik Johnsson

Vom 2. September 2019, 12:00 Uhr bis zum 16. September 2019 um 12:00 Uhr waren Songwriter, Produzenten, Künstler und Texter dazu aufgerufen, Beiträge bei SRF einzureichen. Am 10. Dezember 2019 bestätigte SRF, dass sie insgesamt 515 Lieder erhalten haben. Am 4. März wurde dann Répondez-moi von Gjon’s Tears als Beitrag bekanntgegeben.

### Andere Länder
| Land                   | Nationale Vorentscheidung                   |
| ---------------------- | ------------------------------------------- |
| Albanien               | Festivali i Këngës 2019                     |
| Armenien               | Depi Jewratessil 2020                       |
| Aserbaidschan          | interne Auswahl                             |
| Australien             | Eurovision 2020: Australia Decides          |
| Belarus                | Eurofest 2020                               |
| Bulgarien              | interne Auswahl                             |
| Dänemark               | Dansk Melodi Grand Prix 2020                |
| Estland                | Eesti Laul 2020                             |
| Finnland               | Uuden Musiikin Kilpailu 2020                |
| Frankreich             | interne Auswahl                             |
| Georgien               | Georgian Idol 2020 (Interpret)              |
| Georgien               | interne Auswahl (Lied)                      |
| Griechenland           | interne Auswahl                             |
| Irland                 | interne Auswahl                             |
| Island                 | Söngvakeppnin 2020                          |
| Israel                 | HaKokhav HaBa L’Eurovizion 2020 (Interpret) |
| Israel                 | The Next Song for Eurovision 2020 (Lied)    |
| Italien                | Sanremo-Festival 2020                       |
| Kroatien               | Dora 2020                                   |
| Lettland               | Supernova 2020                              |
| Litauen                | Pabandom iš naujo! 2020                     |
| Malta                  | X Factor Malta 2020 (Interpret)             |
| Malta                  | interne Auswahl (Lied)                      |
| Moldau                 | O Melodie Pentru Europa 2020                |
| Niederlande            | interne Auswahl                             |
| Nordmazedonien         | interne Auswahl                             |
| Norwegen               | Melodi Grand Prix 2020                      |
| Polen                  | Szansa na Sukces Eurowizja 2020             |
| Portugal               | Festival da Canção 2020                     |
| Rumänien               | interne Auswahl (Interpret)                 |
| Rumänien               | Selecția Națională 2020 (Lied)              |
| Russland               | interne Auswahl                             |
| San Marino             | interne Auswahl (Interpret)                 |
| San Marino             | Digital Battle Eurovision (Lied)            |
| Schweden               | Melodifestivalen 2020                       |
| Serbien                | Beovizija 2020                              |
| Slowenien              | Evrovizijska Melodija 2020                  |
| Spanien                | interne Auswahl                             |
| Tschechien             | Eurovision Song CZ 2020                     |
| Ukraine                | Widbir 2020                                 |
| Vereinigtes Königreich | interne Auswahl                             |
| Zypern                 | interne Auswahl                             |

## Halbfinale

### Auslosung

Teilnehmer des 1. Halbfinales
Stimmberechtigte Länder im 1. Halbfinale
Teilnehmer des 2. Halbfinales
Stimmberechtigte Länder im 2. Halbfinale

Die Auslosung der beiden Halbfinale fand am 28. Januar 2020 um 16:11 Uhr (MEZ) in Form einer Zeremonie im Rathaus von Rotterdam statt. Die Moderation wurde dabei von Chantal Janzen, Edsilia Rombley und Jan Smit übernommen. Zunächst wurden 35 Länder in fünf möglichst gleich große Töpfe eingeteilt. Die Einteilung der Töpfe erfolgte über das Abstimmungsmuster der vergangenen 15 Jahre. Danach wurden die Länder einem der beiden Halbfinale zugelost. Dabei wurde bereits im Vorfeld festgelegt, dass im ersten Halbfinale 17 Länder antreten und im zweiten Halbfinale 18 Länder. Darüber hinaus wurde auch ermittelt, in welchem Halbfinale die Big Five (Deutschland, Frankreich, Italien, Spanien und das Vereinigte Königreich) sowie der Gastgeber, die Niederlande, stimmberechtigt sein werden. Im Vorfeld der Auslosung fand die Insignienübergabe zwischen dem Bürgermeister Tel-Avivs, Ron Huldai, und dem Rotterdamer Bürgermeister, Ahmed Aboutaleb, statt. Die Sendung wurde live auf dem offiziellen YouTube-Kanal des Eurovision Song Contests übertragen.
Die Verteilung der Töpfe setzte sich wie folgt zusammen:
| Topf 1                                                                              | Topf 2                                                                      | Topf 3                                                                        | Topf 4                                                                         | Topf 5                                                                |
| ----------------------------------------------------------------------------------- | --------------------------------------------------------------------------- | ----------------------------------------------------------------------------- | ------------------------------------------------------------------------------ | --------------------------------------------------------------------- |
| - Albanien - Kroatien - Nordmazedonien - Österreich - Serbien - Slowenien - Schweiz | - Australien - Dänemark - Estland - Finnland - Island - Norwegen - Schweden | - Armenien - Aserbaidschan - Belarus - Georgien - Moldau - Russland - Ukraine | - Bulgarien - Griechenland - Malta - Portugal - Rumänien - San Marino - Zypern | - Belgien - Irland - Israel - Lettland - Litauen - Polen - Tschechien |

### Erstes Halbfinale
Das erste Halbfinale sollte am 12. Mai 2020 um 21:00 Uhr (MESZ) stattfinden. Zehn Länder hätten sich für das Finale qualifiziert.
 Deutschland,  Italien und die  Niederlande sowie die 17 teilnehmenden Länder wären in diesem Halbfinale stimmberechtigt gewesen.
| Land           | Interpret           | Lied Musik (M) und Text (T) | Sprache                                                        | Übersetzung (inoffiziell) |
| Erste Hälfte   | Erste Hälfte        | Erste Hälfte | Erste Hälfte                                                   | Erste Hälfte              |
| -------------- | ------------------- | --- | -------------------------------------------------------------- | ------------------------- |
| Australien     | Montaigne           | Don’t Break Me M/T: Montaigne, Anthony Egizii, David Musumeci | Englisch                                                       | Mach mich nicht kaputt    |
| Belarus        | VAL                 | Da widna Да відна M: Vladislav Pashkevich, Valery Grybusava; T: Nikita Naydenov | Belarussisch                                                   | Bis zum Morgengrauen      |
| Irland         | Lesley Roy          | Story of My Life M: Lesley Roy, Robert Marvin, Catt Gravitt, Tom Shapiro; T: Lesley Roy, Catt Gravitt, Tom Shapiro                                                                                         | Englisch                                                       | Geschichte meines Lebens  |
| Litauen        | The Roop            | On Fire M: Vaidotas Valiukevičius, Robertas Baranauskas, Mantas Banišauskas; T: Vaidotas Valiukevičius | Englisch                                                       | Am Brennen                |
| Nordmazedonien | Vasil Васил         | YOU M: Nevena Neskoska; T: Nevena Neskoska, Kalina Neskoska, Alice Schroeder | Englisch                                                       | Du                        |
| Russland       | Little Big          | Uno M/T: Little Big | Englisch, Spanisch                                             | Eins                      |
| Schweden       | The Mamas           | Move M/T: Herman Gardarfve, Melanie Wehbe, Patrik Jean | Englisch                                                       | Bewegen                   |
| Slowenien      | Ana Soklič          | Voda M: Ana Soklič, Bojan Simončič, Žiga Pirnat; T: Ana Soklič | Slowenisch                                                     | Wasser                    |
| Zweite Hälfte  |                     | |                                                                |                           |
| Aserbaidschan  | Efendi Əfəndiyeva   | Cleopatra M/T: Luuk van Beers, Alan Roy Scott, Sarah Lake | Englisch mit Mantra auf Japanisch                              | –                         |
| Belgien        | Hooverphonic        | Release Me M: Alex Callier, Luca Chiaravalli; T: Alex Callier | Englisch                                                       | Lass mich los             |
| Israel         | Eden Alene עדן אלנה | Feker Libi M/T: Doron Medalie, Idan Raichel | Englisch, Hebräisch, Amharisch, Arabisch, Konstruierte Sprache | Geliebt                   |
| Kroatien       | Damir Kedžo         | Divlji vjetre M/T: Ante Pecotić | Kroatisch                                                      | Wilder Wind               |
| Malta          | Destiny             | All of My Love M: Bernarda Brunovic, Borislaw Milanow, Sebastian Arman, Dag Lundberg, Joacim Persson, Cesar Sampson; T: Bernarda Brunovic, Borislaw Milanow, Sebastian Arman, Dag Lundberg, Joacim Persson | Englisch                                                       | All meine Liebe           |
| Norwegen       | Ulrikke             | Attention M/T: Christian Ingebrigtsen, Kjetil Mørland, Ulrikke Brandstorp | Englisch                                                       | Aufmerksamkeit            |
| Rumänien       | Roxen               | Alcohol You M: Ionuț Armaș, Viky Red; T: Ionuț Armaș, Breyan Isaac | Englisch                                                       | Ich rufe dich an          |
| Ukraine        | Go A                | Solovey Соловей M: Taras Schewtschenko, Kateryna Pawlenko; T: Kateryna Pawlenko | Ukrainisch                                                     | Nachtigall                |
| Zypern         | Sandro Σάντρο       | Running M: Alfie Arcuri, Sebastian Rickards, Octavian Rasinariu, Sandro, Teo DK; T: Alfie Arcuri, Sebastian Rickards, Octavian Rasinariu, Sandro                                                           | Englisch                                                       | Rennen                    |

### Zweites Halbfinale
Das zweite Halbfinale hätte am 14. Mai 2020 um 21:00 Uhr (MESZ) stattfinden sollen. Zehn Länder hätten sich für das Finale qualifiziert.
 Frankreich,  Spanien und das  Vereinigte Königreich sowie die 18 teilnehmenden Länder wären in diesem Halbfinale stimmberechtigt gewesen.
| Land          | Interpret                        | Lied Musik (M) und Text (T) | Sprache                                                                | Übersetzung (inoffiziell) |
| Erste Hälfte  | Erste Hälfte                     | Erste Hälfte | Erste Hälfte                                                           | Erste Hälfte              |
| ------------- | -------------------------------- | --- | ---------------------------------------------------------------------- | ------------------------- |
| Estland       | Uku Suviste                      | What Love Is M: Uku Suviste; T: Sharon Vaughn | Englisch                                                               | Was Liebe ist             |
| Griechenland  | Stefania Στεφανία                | SUPERG!RL M: Dimitris Kontopoulos, Arcade; T: Dimitris Kontopoulos, Arcade, Sharon Vaughn | Englisch                                                               | –                         |
| Island        | Daði og Gagnamagnið              | Think About Things M/T: Daði Freyr | Englisch                                                               | Über Dinge nachdenken     |
| Moldau        | Natalia Gordienko                | Prison M: Dimitris Kontopoulos, Phillip Kirkorow; T: Sharon Vaughn | Englisch                                                               | Gefängnis                 |
| Österreich    | Vincent Bueno                    | Alive M: Vincent Bueno, David „Davey“ Yang, Felix van Göns, Artur Aigner; T: Vincent Bueno                                                                                                   | Englisch                                                               | Lebendig                  |
| Polen         | Alicja                           | Empires M: Frazer Mac, Patryk Kumor, Dominic Buczkowski-Wojtaszek, Laurell Barker, Reece Pullinger, Maria Broberg, T: Patryk Kumor, Dominic Buczkowski-Wojtaszek, Laurell Barker, Frazer Mac | Englisch                                                               | Weltreiche                |
| San Marino    | Senhit                           | Freaky! M/T: Gianluigi Fazio, Henrik Steen Hansen, Nanna Bottos | Englisch                                                               | Ausgeflippt!              |
| Serbien       | Hurricane                        | Hasta la vista M: Nemanja Antonić; T: Kosana Stojić, Sanja Vučić | Serbisch, Spanisch, Englisch                                           | Bis später                |
| Tschechien    | Benny Cristo                     | Kemama M: Osama Hussain, Rudy Ray, Filip Zangi; T: Ben Cristovao, Charles Sarpong | Englisch                                                               |                           |
| Zweite Hälfte |                                  | |                                                                        |                           |
| Albanien      | Arilena Ara                      | Fall from the Sky M: Darko Dimitrov, Lazar Cvetkovski; T: Michael Blue, Robert Stevenson, Sam Schummer                                                                                       | Englisch                                                               | Vom Himmel fallen         |
| Armenien      | Athena Manoukian Աթենա Մանուկեան | Chains on You M: Athena Manoukian, DJ Paco; T: Athena Manoukian | Englisch                                                               | Ketten an dir             |
| Bulgarien     | Victoria Виктория                | Tears Getting Sober M: Victoria Georgiewa, Borislaw Milanow, Lukas Oscar Janisch, Cornelia Wiebols; T: Victoria Georgiewa, Borislaw Milanow, Lukas Oscar Janisch                             | Englisch                                                               | Tränen werden nüchtern    |
| Dänemark      | Ben & Tan                        | YES M/T: Emil Adler Lei, Jimmy Jansson, Linnea Deb | Englisch                                                               | Ja                        |
| Finnland      | Aksel                            | Looking Back M/T: Joonas Angeria, Whitney Phillips, Connor McDonough, Riley McDonough, Toby McDonough                                                                                        | Englisch                                                               | Zurückschauen             |
| Georgien      | Tornike Kipiani თორნიკე ყიფიანი  | Take Me As I Am M/T: Tornike Kipiani | Englisch mit Zeilen auf Deutsch, Französisch, Italienisch und Spanisch | Nimm mich wie ich bin     |
| Lettland      | Samanta Tīna                     | Still Breathing M: Samanta Tīna; T: Aminata Savadogo | Englisch                                                               | Immer noch am Atmen       |
| Portugal      | Elisa                            | Medo de Sentir M/T: Marta Carvalho | Portugiesisch                                                          | Angst, zu fühlen          |
| Schweiz       | Gjon’s Tears                     | Répondez-moi M/T: Gjon Muharremaj, Xavier Michel, Alizé Oswald, Jeroen Swinnen | Französisch                                                            | Antwortet mir             |

## Finale
Das Finale hätte am 16. Mai 2020 um 21:00 Uhr (MESZ) stattfinden sollen. Die Länder der Big Five (Deutschland, Frankreich, Italien, Spanien, Vereinigtes Königreich) und die Niederlande wären direkt für das Finale qualifiziert gewesen. Hinzu wären je zehn Länder aus den beiden Halbfinalen gekommen, sodass im Finale 26 Länder angetreten wären, dabei hätte die Niederlande als Gastgeber die Startnummer 23 erhalten. Alle Teilnehmerländer wären abstimmungsberechtigt gewesen.
| Land                      | Interpret      | Lied Musik (M) und Text (T) | Sprache               | Übersetzung (inoffiziell) |
| ------------------------- | -------------- | --- | --------------------- | ------------------------- |
| Deutschland               | Ben Dolic      | Violent Thing M: Borislaw Milanow, Peter St. James, Dag Lundberg, Jimmy Thorén, Connor Martin; T: Borislaw Milanow, Peter St. James, Dag Lundberg         | Englisch              | Brutales Ding             |
| Frankreich                | Tom Leeb       | Mon Alliée (The Best in Me) M: Peter Boström, Thomas G:son, John Lundvik; T: Peter Boström, Thomas G:son, John Lundvik, Tom Leeb, Amir Haddad, Lea Ivanne | Französisch, Englisch | Das Beste in mir          |
| Italien                   | Diodato        | Fai rumore M: Antonio Diodato, Edwyn Roberts; T: Antonio Diodato                                                                                          | Italienisch           | Du bist laut              |
| Niederlande („Gastgeber“) | Jeangu Macrooy | Grow M: Jeangu Macrooy, Perquisite; T: Jeangu Macrooy | Englisch              | Wachsen                   |
| Spanien                   | Blas Cantó     | Universo M: Blas Cantó, Dan Hammond, Ash Hicklin, Mikolaj Trybulec, Dangelo Ortega; T: Blas Cantó, Dan Hammond                                            | Spanisch              | Universum                 |
| Vereinigtes Königreich    | James Newman   | My Last Breath M/T: James Newman, Adam Argyle, Ed Drewett, Iain James                                                                                     | Englisch              | Mein letzter Atemzug      |

## Absagen

### Absagen und damit keine Rückkehr zum ESC
| Land                    | Grund und Bemerkung | letztmalige Teilnahme |
| ----------------------- | --- | --------------------- |
| Andorra                 | Zwar bestätigte der Senderchef von RTVA, Xavier Mujal, am 18. März 2019, dass der Sender bereit wäre, mit dem katalanischen Sender TV3 zu kooperieren, um eine Rückkehr Andorras in Zukunft möglich zu machen, doch schloss der Sender in einem Interview mit Eurovision Spain eine Rückkehr zu diesem Wettbewerb aus. | 2009                  |
| Bosnien und Herzegowina | Am 9. Juli 2019 gab die nationale Rundfunkanstalt BHRT bekannt, dass man aufgrund der von der EBU verhängten Sanktionen auch 2020 nicht teilnehmen werde. | 2016                  |
| Luxemburg               | Die OGAE Luxembourg warb mit einer Petition für die Rückkehr Luxemburgs zum Eurovision Song Contest. Unter den Unterstützern der Petition ist auch die Siegerin des ESC 1973, Anne-Marie David. RTL verzichtet seit 1994 auf eine Teilnahme. Gründe dafür seien die zu hohen Kosten und die vom Sender genannten niedrigen Siegchancen. Am 23. Juli 2019 sagte RTL ab und somit wird Luxemburg 2020 nicht zurückkehren. | 1993                  |
| Marokko                 | Marokko steht nicht auf der Teilnehmerliste und wird daher auch 2020 nicht zurückkehren. | 1980                  |
| Monaco                  | Auf Nachfrage von ESC-Kompakt äußerte sich Xavier Darcy, der beim Deutschen Vorentscheid 2018 teilnahm, dass er weiterhin Interesse habe, am ESC teilzunehmen und sich in Gesprächen mit TMC befindet. Am 6. August 2019 sagte TMC jedoch ab und somit wird Monaco 2020 nicht zurückkehren. | 2006                  |
| Montenegro              | Trotz einer vorläufigen Bestätigung ihrer Teilnahme zog sich RTCG am 8. November 2019 vom Wettbewerb zurück. Nach Angaben der EBU hatte der Sender bis zur offiziellen Anmeldefrist am 10. Oktober 2019 die geforderten Bedingungen nicht erfüllen können. Zwar dementierte der Generaldirektor von RTCG zwischenzeitlich diese Entscheidung, doch auf der offiziellen Teilnehmerliste war das Land nicht zu finden. Damit zieht sich Montenegro erstmals seit 2011 wieder vom Wettbewerb zurück. | 2019                  |
| Slowakei                | Am 5. Juni 2019 bestätigte RTVS, dass die Slowakei 2020 nicht teilnehmen wird. Als Grund wird mangelndes Interesse vom slowakischen Fernsehpublikum genannt. | 2012                  |
| Türkei                  | Die türkische Fernsehanstalt TRT zeigte sich interessiert an einer Rückkehr zum Wettbewerb, nachdem sie ihre Teilnahme am Eurovision Asia Song Contest 2019 bestätigt hatten. Jedoch bestätigte TRT am 22. September 2019, dass die Türkei 2020 nicht zurückkehren wird. | 2012                  |
| Ungarn                  | Lőrinc Bubnó, der ehemalige Delegationsleiter Ungarns, erklärte, dass MTVA plante, den ungarischen Vorentscheid A Dal in ein größeres Studio zu verlegen, um den Teilnehmern mehr Fläche für ihren Auftritt zu bieten. Am 18. Oktober 2019 veröffentlichte MTVA die Regeln zum A Dal 2020, allerdings wurde dort nicht erwähnt, dass die Sendung als Vorentscheidung zum Eurovision Song Contest genutzt wird. Außerdem waren die Regeln von A Dal 2020 nicht mit denen für den Eurovision Song Contest kompatibel. Am 25. Oktober 2019 bestätigte MTVA dann, dass A Dal nicht mehr als Eurovision-Vorentscheidung genutzt wird, sondern dass sich die Produzenten der Sendung auf die lokale ungarische Musikszene konzentrieren wollen. Auf der Teilnehmerliste war das Land schließlich nicht zu finden, womit Ungarn zum ersten Mal seit 10 Jahren auf eine Teilnahme verzichten wird. Erst Ende November 2019 erschienen Artikel, die sagten, dass MTVA den Song Contest mittlerweile als zu stark homosexuell wahrnimmt und dies dem ungarischen Volk nicht mehr zumutbar wäre. MTVA hingegen dementierte diese Gerüchte und sagte, dass solche Aussagen nicht dem ungarischen Gesetz sowie der menschlichen Würde vereinbar wären. | 2019                  |

### Absagen und damit kein Debüt beim ESC
| Land          | Grund und Bemerkung |
| ------------- | --- |
| Kasachstan    | Der Vorsitzende des Senders Khabar zeigte sich zuversichtlich, 2020 ein vollwertiges Mitglied der EBU zu werden, sodass eine Teilnahme möglich werden könne. Jedoch bestätigte ein Sprecher der EBU, dass es derzeit keine Pläne gäbe, Kasachstan zum Wettbewerb 2020 einzuladen. Damit wird Kasachstan auch 2020 nicht beim Song Contest debütieren. |
| Kosovo        | Der Senderchef von RTK, Mentor Shala, strebte eine Vollmitgliedschaft des Kosovo in der EBU an, wozu es auch entsprechende Gespräche mit der EBU gab. Im Dezember 2018 wurde die Abstimmung zur Aufnahme des Kosovos als Vollmitglied in die EBU auf Juni 2019 verschoben. Am 28. Juni 2019 gab die EBU bekannt, dass sich die Regeln zur Aufnahme eines Vollmitgliedes in der EBU nicht ändern werden. Lediglich 400 Mitglieder stimmten einer Änderung zu, 673 waren dagegen und 133 waren abstinent. Da der Kosovo weiterhin kein Mitglied der Internationalen Fernmeldeunion ist, bleibt ihnen die EBU-Mitgliedschaft verwehrt. Unter diesen Umständen wird Kosovo 2020 nicht beim Eurovision Song Contest debütieren können. |
| Liechtenstein | Am 7. August 2019 bestätigte 1 FL TV, dass Liechtenstein auch 2020 nicht debütieren wird. |

## Eurovision Preview Partys

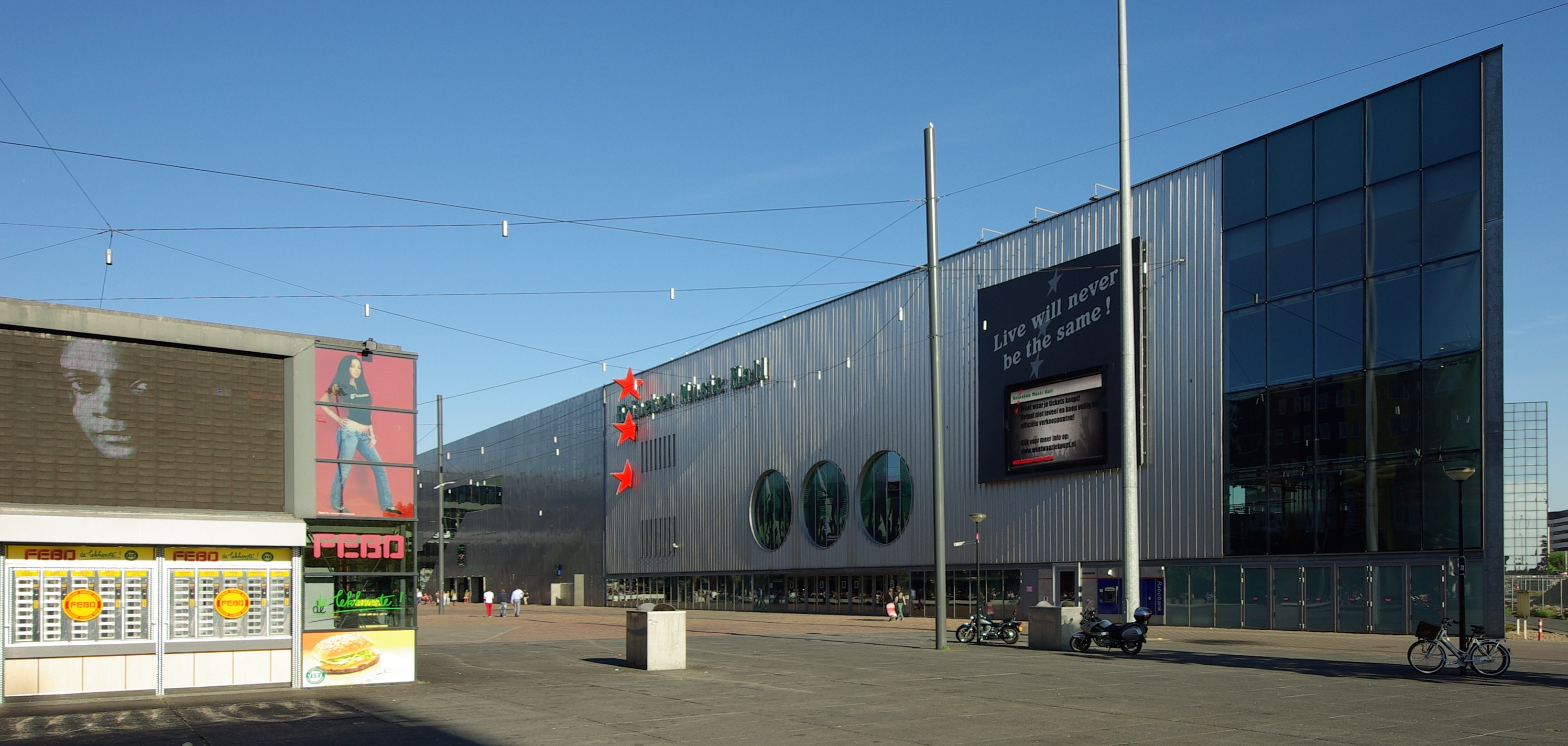
AFAS Live, Austragungsort des Eurovision In Concert

Jedes Jahr gibt es vor dem eigentlichen ESC noch einige Promotion-Events, wo sich die Teilnehmer im Ausland der Presse und den Fans präsentieren. Dazu dienen die Preview Partys (dt.: Vorschau-Feiern), die allerdings keine Pflichtveranstaltungen für die Teilnehmer des Eurovision Song Contests darstellen.
Für 2020 waren vier Promotion-Events geplant, wovon zwei bereits abgesagt wurden. Die litauische Band The Roop sagte ihre Teilnahme an den Veranstaltungen in Amsterdam und London wegen der COVID-19-Pandemie bereits am 12. März 2020 ab.

### London Eurovision Party 2020
Die 13. Ausgabe der London Eurovision Party sollte eigentlich am 29. März 2020 im Café de Paris in London stattfinden. Allerdings wurde diese aufgrund der COVID-19-Pandemie abgesagt. Gastgeber der Veranstaltung sollten der Moderator Paddy O’Connell und die Sängerin SuRie sein. SuRie repräsentierte das Vereinigte Königreich bereits beim Eurovision Song Contest 2018. Als spezielle Gäste wurden die Sängerin Sieneke, die die Niederlande beim ESC 2010 vertrat sowie Michael Rice, der das Vereinigte Königreich beim Eurovision Song Contest 2019 vertrat, erwartet. Neben ihr sollte auch SuRie einen Gastauftritt haben. Auch die norwegische Band KEiiNO, die Norwegen 2019 vertrat, sollte bei der Veranstaltung auftreten. Folgende zwölf Länder hatten bereits (Stand: 14. März 2020) ihre Teilnahme bestätigt:
- Albanien
- Australien[85]
- Bulgarien
- Deutschland
- Frankreich
- Island[86]
- Lettland
- Nordmazedonien[87]
- Norwegen[88]
- Österreich
- Spanien
- Vereinigtes Königreich

### Eurovision In Concert 2020
Auch 2020, trotz, dass der Wettbewerb bereits in den Niederlanden stattfindet, sollte dort eigentlich die bereits zwölfte Ausgabe des Eurovision In Concert stattfinden. Allerdings wurde diese aufgrund der COVID-19-Pandemie abgesagt. Sie sollte dabei am 4. April 2020 im AFAS Live, einer Konzerthalle in Amsterdam, stattfinden. Das Event sollte dabei vom niederländischen ESC-Kommentator Cornald Maas und der Sängerin Edsilia Rombley moderiert werden. Beide haben bereits 2015 und 2018 als Moderatoren fungiert. Es sollte das erste Mal sein, dass ein Preview-Event im Gastgeberland ausgetragen wird.
Neben den Interpreten 2020 sollten auch ehemalige Eurovision Teilnehmer auftreten. So sollten die britischen Sieger von 1976 Brotherhood of Man auftreten. Auch drei ehemalige niederländische Song Contest Vertreter wurden bisher angekündigt: Maggie MacNeal (1974 & 1980), Marga Bult (1987) sowie Linda Wagenmakers (2000).
Zurzeit (Stand: 14. März 2020) hatten elf Länder ihre Teilnahme bestätigt:
- Albanien
- Australien[92]
- Belgien
- Bulgarien
- Deutschland
- Frankreich
- Niederlande[93]
- Norwegen
- Österreich
- Spanien
- Vereinigtes Königreich[94]

### Israel Calling 2020
Die vierte Ausgabe von Israel Calling sollte ursprünglich Anfang April 2020 stattfinden. Es wäre das erste Mal seit 2018 gewesen, dass die Veranstaltung stattgefunden hätte. Schließlich fand Israel Calling 2019 nicht statt, da Israel bereits das Gastgeberland des Contests war. Am 13. März 2020 sagten die Veranstalter das Event aufgrund der COVID-19-Pandemie ab. Ab 2021 sollte das Event aber wieder stattfinden.

### Eurovision Spain Pre-Party 2020
Die vierte Eurovision Spain Pre-Party sollte am 10. und 11. April 2020 im Sala La Riviera in Madrid stattfinden, wurde aber am 13. März 2020 wegen der COVID-19-Pandemie bis auf Weiteres verschoben. Die Veranstaltung wird alljährlich von der Fanseite eurovision-spain.com organisiert.
Am 10. April 2020 sollten lediglich Gäste bei der Veranstaltung auftreten. Unter ihnen waren Melani Garcia, die Spanien beim Junior Eurovision Song Contest 2019 repräsentierte, Poli Genowa, die Bulgarien beim Song Contest 2011 sowie 2016 vertrat, Krista Siegfrids, die Finnland beim Eurovision Song Contest 2013 repräsentierte und Zlata Ohnjewitsch, die die Ukraine 2013 beim Song Contest vertrat.
Am 11. April 2020 hingegen sollten die Interpreten des Song Contests 2020 auftreten. Bis zur Absage der Party hatten folgende fünf Länder die Teilnahme bestätigt (Stand: 22. Februar 2020):
- Albanien
- Bulgarien
- Lettland
- Österreich
- Spanien

Nach der Absage entschied man sich zu einem Onlineevent. Am 11. April 2020, dem ursprünglichen Datum der Veranstaltung, fand PrePartyES at Home ab 22:00 Uhr als Premiere auf YouTube statt. Folgende Länder nahmen teil:
- Australien
- Belarus
- Bulgarien
- Deutschland
- Irland
- Italien
- Kroatien
- Lettland
- Litauen
- Moldau
- Nordmazedonien
- Rumänien
- San Marino
- Schweden
- Schweiz
- Serbien
- Slowenien
- Tschechien
- Ukraine
- Vereinigtes Königreich

## Auswirkungen der COVID-19-Pandemie
Durch den Ausbruch der COVID-19-Pandemie kamen Anfang März 2020 erste Zweifel auf, ob der Eurovision Song Contest überhaupt noch stattfinden könne. Am 6. März veröffentlichte die niederländische Rundfunkanstalt NPO folgendes Statement: Eurovision organisers would follow the advice of health authorities in deciding what form the event, due to be held May 12-16, would take. (dt.: Die Organisatoren werden bei der Entscheidung, in welcher Form die Veranstaltung, die vom 12. bis 16. Mai stattfindet, ablaufen soll, den Anweisungen der Gesundheitsbehörden folgen.) Am gleichen Tag gab die dänische Rundfunkanstalt DR bekannt, dass die Sendung Dansk Melodi Grand Prix am 7. März ohne Zuschauer stattfinden werde, nachdem die dänische Regierung Veranstaltern davon abgeraten hatte, Veranstaltungen mit mehr als 1000 Personen stattfinden zu lassen. Ursprünglich wären 10.000 Zuschauer bei der Veranstaltung anwesend gewesen. Bei dem Delegationstreffen in Rotterdam für den Eurovision Song Contest 2020 am 9. März blieben die Delegationen aus Schweden, Finnland, Israel, der Schweiz, Italien und Griechenland wegen der COVID-19-Pandemie fern. Auch Jon Ola Sand war bei dem Treffen nicht persönlich anwesend, da Mitarbeiter der EBU bis zum 13. März nicht verreisen durften, nachdem ein Mitarbeiter positiv auf das Virus getestet worden war. Am 10. März gab die israelische Sängerin Eden Alene bekannt, dass sie aufgrund der COVID-19-Pandemie nicht in die Niederlande reisen werde, um ihre Video-Postkarte zu filmen. NPO gab daraufhin bekannt, dass sie eine andere Lösung finden würden, um die Postkarte zu drehen. Am 12. März gab die litauische Band The Roop bekannt, dass sie den Anweisungen der litauischen Regierung folgen und somit vorerst nicht das Land verlassen werde. Damit sagte die Band ihre Auftritte in Amsterdam sowie London ab und bestätigte, dass auch sie ihre Video-Postkarte in den Niederlanden nicht filmen werde.
Am 18. März wurde der ESC 2020 in Folge des Coronavirus abgesagt. Es war das erste Mal in seiner 65-jährigen Geschichte, dass der Song Contest abgesagt wurde. Die EBU kündigte an, nähere Informationen in den nächsten Wochen zu veröffentlichen.
Am 20. März gab die EBU bekannt, dass die Referenzgruppe des ESC nach den geltenden Regeln entschieden habe, dass die Lieder, die ursprünglich für den ESC 2020 ausgewählt worden seien, nicht für 2021 übernommen werden dürften. So werde den Rundfunkanstalten der teilnehmenden Länder überlassen, ob oder wie ein anderer Künstler für den ESC 2021 ausgewählt werde. Am 1. April gab die EBU bekannt, dass es eine Ersatzshow unter dem Namen Eurovision: Europe Shine a Light geben werde, in welcher die Beiträge von 2020 geehrt würden.

## Alternatives Programm
Durch den Entfall der drei Liveübertragungen entstanden bei vielen Fernsehsendern Programmlücken. Daher entschieden sich einige Rundfunkanstalten, eigene Sendungen und Abstimmungen anstelle der Halbfinale zu senden.

### LivestreamEurovision Song Celebration 2020
An den beiden Tagen, an denen die Halbfinale stattfinden sollten, wurden auf dem offiziellen YouTube-Kanal des Eurovision Song Contest die Musikvideos der Beiträge in der Reihenfolge gezeigt, in der sie bei den TV-Shows gezeigt worden wären. Die Lieder der Big Five und des Gastgebers wurden jeweils an den Abenden am Ende gespielt, an denen die Länder stimmberechtigt gewesen wären.
| Eurovision Song Celebration 2020 | Eurovision Song Celebration 2020 | Eurovision Song Celebration 2020 | Eurovision Song Celebration 2020 | Eurovision Song Celebration 2020 | Eurovision Song Celebration 2020 | Eurovision Song Celebration 2020 | Eurovision Song Celebration 2020 |
| Part I - 12. Mai 2020            | Part I - 12. Mai 2020            | Part I - 12. Mai 2020            | Part I - 12. Mai 2020            | Part II - 14. Mai 2020           | Part II - 14. Mai 2020           | Part II - 14. Mai 2020           | Part II - 14. Mai 2020           |
| Reihen- folge                    | Land                             | Interpret                        | Lied                             | Reihen- folge                    | Land                             | Interpret                        | Lied                             |
| -------------------------------- | -------------------------------- | -------------------------------- | -------------------------------- | -------------------------------- | -------------------------------- | -------------------------------- | -------------------------------- |
| 01                               | Schweden                         | The Mamas                        | Move                             | 01                               | Griechenland                     | Stefania                         | SUPERG!RL                        |
| 02                               | Belarus                          | VAL                              | Da widna                         | 02                               | Estland                          | Uku Suviste                      | What Love Is                     |
| 03                               | Australien                       | Montaigne                        | Don’t Break Me                   | 03                               | Österreich                       | Vincent Bueno                    | Alive                            |
| 04                               | Nordmazedonien                   | Vasil                            | YOU                              | 04                               | Moldau                           | Natalia Gordienko                | Prison                           |
| 05                               | Slowenien                        | Ana Soklič                       | Voda                             | 05                               | San Marino                       | Senhit                           | Freaky!                          |
| 06                               | Litauen                          | The Roop                         | On Fire                          | 06                               | Tschechien                       | Benny Cristo                     | Kemama                           |
| 07                               | Irland                           | Lesley Roy                       | Story of My Life                 | 07                               | Serbien                          | Hurricane                        | Hasta la vista                   |
| 08                               | Russland                         | Little Big                       | Uno                              | 08                               | Polen                            | Alicja                           | Empires                          |
| 09                               | Belgien                          | Hooverphonic                     | Release Me                       | 09                               | Island                           | Daði og Gagnamagnið              | Think About Things               |
| 10                               | Malta                            | Destiny                          | All of My Love                   | 10                               | Schweiz                          | Gjon’s Tears                     | Répondez-moi                     |
| 11                               | Kroatien                         | Damir Kedžo                      | Divlji vjetre                    | 11                               | Dänemark                         | Ben & Tan                        | YES                              |
| 12                               | Aserbaidschan                    | Efendi                           | Cleopatra                        | 12                               | Albanien                         | Arilena Ara                      | Fall from the Sky                |
| 13                               | Zypern                           | Sandro                           | Running                          | 13                               | Finnland                         | Aksel                            | Looking Back                     |
| 14                               | Norwegen                         | Ulrikke                          | Attention                        | 14                               | Armenien                         | Athena Manoukian                 | Chains on You                    |
| 15                               | Israel                           | Eden Alene                       | Feker Libi                       | 15                               | Portugal                         | Elisa                            | Medo de Sentir                   |
| 16                               | Rumänien                         | Roxen                            | Alcohol You                      | 16                               | Georgien                         | Tornike Kipiani                  | Take Me As I Am                  |
| 17                               | Ukraine                          | Go_A                             | Solovey                          | 17                               | Bulgarien                        | Victoria                         | Tears Getting Sober              |
| 18                               | Italien                          | Diodato                          | Fai rumore                       | 18                               | Lettland                         | Samanta Tīna                     | Still Breathing                  |
| 19                               | Deutschland                      | Ben Dolic                        | Violent Thing                    | 19                               | Frankreich                       | Tom Leeb                         | Mon Alliée (The Best in Me)      |
| 20                               | Niederlande                      | Jeangu Macrooy                   | Grow                             | 20                               | Vereinigtes Königreich           | James Newman                     | My Last Breath                   |
|                                  |                                  |                                  |                                  | 21                               | Spanien                          | Blas Cantó                       | Universo                         |

### Eurovision: Europe Shine a Light
Für das am 16. Mai geplante Finale diente europaweit die Sendung Eurovision: Europe Shine a Light als Ersatz.

## Sonstiges
- Der Komponist Borislaw Milanow und die Komponistin Sharon Vaughn wären dieses Jahr an drei Wettbewerbstiteln beteiligt gewesen und damit an so vielen Beiträgen wie keiner der anderen Komponisten. Neben dem deutschen Beitrag Violent Thing schrieb Milanow auch den bulgarischen Beitrag Tears Getting Sober sowie den maltesischen Beitrag All Of My Love. Vaughn schrieb den estnischen Beitrag What Love Is, war am griechischen Beitrag SUPERG!RL als Texterin beteiligt und an der Komposition des Moldauer Beitrags Prison beteiligt. Alle ihre drei Beiträge wären in der ersten Hälfte des zweiten Halbfinals aufgetreten.
- Kjetil Mørland, Aminata Savadogo, Amir Haddad und Cesár Sampson wären als Komponist bzw. Texter zum Wettbewerb zurückgekehrt. Mørland vertrat Norwegen beim Eurovision Song Contest 2015, Aminata vertrat Lettland im gleichen Jahr. Beide wären 2020 für ihr Land als Komponist bzw. Texter zum Wettbewerb zurückgekehrt. Amir Haddad vertrat Frankreich 2016 und wäre ebenfalls als Komponist für sein Land zurückgekehrt. Cesár Sampson hingegen vertrat Österreich 2018, wäre aber als Komponist für den maltesischen Beitrag zurückgekehrt.